# 질서자유주의
질서자유주의(秩序自由主義, 독일어: Ordoliberalism 오르도리베랄리즘[*])는 독일식으로 변형된 자유주의의 별종이다. 자유시장이 이론상의 이상처럼 작동할 수 있도록 국가가 적극적으로 개입하는 것을 강조한다.
질서자유주의는 제2차 세계 대전 이후 독일의 사회적 시장경제 이론에 영향을 끼쳤다. 질서자유주의는 시장경제의 중요성, 시장의 효율을 중시했지만, 독과점 등 시장이 자체적으로 해결하지 못하는 부분에 한해서 경쟁 질서를 위해서라도 국가의 강력한 역할을 지지했다. 다만 사회적 시장경제는 질서자유주의보다 좀 더 적극적인 정부 개입을 선호하는 등 차이는 있다.
"질서자유주의"라는 용어는 1950년 헤로 묄러(Hero Moeller)가 경제학 학술지 ORDO에 투고한 글에서 처음 고안했다.

## 같이 보기
- 사회자유주의
- 경제민주화